# Thorius aureus
Thorius aureus är en groddjursart som beskrevs av James Hanken och David Burton Wake 1994. Thorius aureus ingår i släktet Thorius och familjen lunglösa salamandrar. IUCN kategoriserar arten globalt som akut hotad. Inga underarter finns listade i Catalogue of Life.